# Brenda Blethyn
Brenda Blethyn (* 20. února 1946) je anglická herečka.
Pracovala jako stenografka a účetní v bance a amatérsky se věnovala divadlu. Později studovala na Guildfordské škole herectví a po několik sezón působila v Královském národním divadle v Londýně. První filmovou roli dostala v roce 1980 ve snímku Grown-Ups režiséra Mikea Leigha. Mezi její další filmy patří Teče tudy řeka (1992), Tajnosti a lži (1996), Bílá vdova (2000) a Pokání (2007). Za svou roli ve filmu Tajnosti a lži získala několik ocenění, včetně Zlatého glóbu. V roce 2003 získala Řád britského impéria.